# Аксёнов, Сергей Иванович (педагог)
Сергей Иванович Аксёнов (р. 11 июня 1982 года, г. Горький) — российский учёный, педагог, представитель известной на международном уровне и одной из ведущих в России школы макаренковедения, основанной проф. А. А. Фроловым.
Кандидат педагогических наук (2011), доцент, заведующий кафедрой общей и социальной педагогики Мининского университета. Научный сотрудник исследовательской лаборатории «Воспитательная педагогика А. С. Макаренко» в том же университете, руководитель магистерской образовательной программы «Проектирование образовательного пространства».
С. И. Аксёнов является Председателем НРОО «Ассоциация специалистов по работе с молодёжью в Нижегородской области».
В составе научной группы, подготовившей энциклопедическое издание «А.С. Макаренко. Школа жизни, труда и воспитания» в 9-ми томах, удостоен в 2017 году Премии Правительства РФ в области образования.

## Научно-педагогическая биография
Сергей Иванович Аксёнов в 2006 г. закончил Арзамасский государственный педагогический институт им. А. П. Гайдара по специальности «Педагогика и методика начального образования с доп.спец. социальная педагогика», в 2010 г. очную аспирантуру НГПУ по специальности 13.00.01 «Общая педагогика, история педагогики и образования». В 2011 г. защитил кандидатскую диссертацию на тему «Становление и развитие взглядов А. С. Макаренко на воспитание в противоречиях социально-педагогической действительности 1920—1935 гг.» (науч. рук.: д.п.н., проф. А. А. Фролов)..
В 2006—2008 г. — ассистент кафедры дошкольного и начального образования АГПИ им. А. П. Гайдара; с 2008 г. — ассистент, старший преподаватель, доцент кафедры общей педагогики, и. о. зав. кафедрой общей и социальной педагогики Нижегородского государственного педагогического университета (НГПУ, ныне Мининский университет).
Научные интересы в 2010 г. привели Сергея Ивановича в исследовательскую лабораторию «Воспитательная педагогика А. С. Макаренко», основанную проф., д.п.н. А. А. Фроловым, где он по настоящее время сотрудничает по совместительству.
В 2011 году С. И. Аксёнов защитил диссертацию по специальности 13.00.01 — «Общая педагогика, история педагогики и образования» по вопросу: «Становление и развитие взглядов А. С. Макаренко на воспитание в противоречиях социально-педагогической действительности 1920—1935 гг.»

## Основные направления исследований
Научные интересы С. И. Аксёнова включают по крупному два больших направления:
- Социально-педагогическое наследие А. С. Макаренко,
- Инновационные технологии обучения в высшей школе.

### Макаренковедение
Перед лабораторией «Воспитательная педагогика А. С. Макаренко» (а шире — научной школой по макаренковедению под научным руководством и консультированием проф. А. А. Фролова) с течением времени сложились следующие направления:
- Освоение и разработка наследия А. С. Макаренко на базе имеющихся макаренковедческих отечественных и зарубежных исследований и опыта использования этого наследия в социально-педагогической практике.
- Определение методологических, теоретических, организационно-методических основ социально-педагогического творчества А. С. Макаренко в их органической взаимосвязи.
- Выявление, критический анализ и развитие методологии макаренковедческих исследований и практических разработок.
- Обновление историографической и источниковой базы макаренковедения.
- Внедрение результатов исследований сотрудников лаборатории в образовательный процесс НГПУ им. К. Минина.

Отметим, что это одна из всего лишь двух российских научно-исследовательских лабораторий по макаренковедению (вторая — в Москве) и трёх (с учётом Челябинской лаборатории, относящейся к системе профобразования) — в стране в целом.

### Инновационные технологии обучения в ВУЗе
Более конкретно Сергеем Ивановичем исследуются и развиваются в этом направлении интерактивные методы обучения в вузе.
Всего С. И. Аксёновым (в том числе с соавторами) было обнародовано более 50 научных и научно-методических трудов по указанным направлениям.
Среди них такое основательное издание как 9-ти томная энциклопедия «А. С. Макаренко. Школа жизни, труда и воспитания» в 9-ми томах, удостоенная в 2017 году Премии Правительства РФ в области образования.

## Международное сотрудничество
Интересным направлением исследований лаборатории «Воспитательная педагогика А. С. Макаренко» в Мининском университете является изучение опыта последователей педагогики А. С. Макаренко за рубежом. Сотрудниками лаборатории при деятельном участии С. И. Аксёнова выпущен целый ряд книг по сравнительному изучению педагогики Макаренко и ряда известных социально-педагогических движений и практик в Бразилии, Израиле, Италии, Японии, Германии, США и других странах.

### Международные макаренковедческие мероприятия
С. И. Аксёнов с 2010 г. деятельно участвует в подготовке и проведении целого ряда научно-педагогических мероприятий, в том числе конференций и симпозиумов с международным участием по макаренковедческому направлению.
- К 125-летию со дня рождения А. С. Макаренко (в 2013 г.) при финансовой поддержке РГНФ проведена международная научно-практическая конференция «Педагогика А. С. Макаренко: воспитание и жизнь (достижения и проблемы)», в которой приняли участие более 100 специалистов из 20 городов и районов России и из 5 зарубежных стран.
- В 2014 г. проведён международный симпозиум «Современное макаренковедение: история, состояние, перспективы», в котором приняли участие учёные и специалисты-практики из России, Германии, Италии, Норвегии, Украины и Японии. Целью симпозиума был анализ современного состояния освоения и разработки педагогического наследия А. С. Макаренко, представление истории макаренковедения в отдельных странах и в мире, определение основных проблем и направлений дальнейшей работы.
- В 2020 г. С. И. Аксёнову было поручено руководить проведением прошедшего 19-20 ноября в Мининском университете Макаренковского форума, посвящённого 100-летию основания Колонии им. Горького и включавшего как научную конференцию (очередные Макаренковские чтения), так и Международный макаренковский конкурс школ-хозяйств. С учётом санитарно-эпидемической обстановки часть мероприятий форума проводились удалённо на основе современных технологий[3],[4].

### Учебно-педагогическая деятельность
По данным портала Мининского университета С. И. Аксёнов принимает участие в постановке и чтении следующих курсов:
- История педагогики,
- История социальной педагогики,
- Социальное проектирование,
- Андрагогика и педагогика,
- Современные технологии образования взрослых,
- Управление содержанием образовательных программ,
- Опыт инновационной деятельности в региональной системе образования.

## Книги и брошюры

### Макаренковская энциклопедия
А. С. Макаренко: школа жизни, труда, воспитания. Учебная книга по истории, теории и практике воспитания. В 9-ти томах. Нижний Новгород, 2007—2017 гг.
- А. С. Макаренко: школа жизни, труда, воспитания. Учебная книга по истории, теории и практике воспитания Часть I. Деловые и личные письма, статьи 1921—1928 гг. / сост. А. А. Фролова, Е. Ю. Илалтдиновой. Нижний Новгород: НГПУ, 2007. 536 с.
- А. С. Макаренко: школа жизни, труда, воспитания. Учебная книга по истории, теории и практике воспитания Часть II. Письма, разработки, книги-очерки, статьи 1928—1932 гг. / сост. и коммент. А. А. Фролова, Е. Ю. Илалтдиновой. Нижний Новгород: Изд-во Волго-Вятской академии государственной службы, 2008. 543 с.
- А. С. Макаренко: школа жизни, труда, воспитания. Учебная книга по истории, теории и практике воспитания Часть III. Статьи, выступления, письма, материалы книги, пьесы, «Педагогическая поэма» 1932—1934 гг. / сост. и коммент. А. А. Фролова, Е. Ю. Илалтдиновой. Нижний Новгород: Изд-во Волго-Вятской академии государственной службы, 2009. 365 с. ISBN 978-5-85152-786-9
- А. С. Макаренко: школа жизни, труда, воспитания. Учебная книга по истории, теории и практике воспитания Часть 4. Деловые и личные письма, «Педагогическая поэма», «Методика организации воспитательного процесса», статьи, выступления, подготовительные материалы 1935—1936 гг. / сост. и коммент. А. А. Фролова, Е. Ю. Илалтдиновой. Нижний Новгород: Изд-во Волго-Вятской академии государственной службы, 2010. 333 с.
- А. С. Макаренко: школа жизни, труда, воспитания. Учебная книга по истории, теории и практике воспитания Часть 5. Статьи, выступления, письма, подготовительные материалы, «Книга для родителей» 1936—1937 гг. / сост. и коммент. А. А. Фролов, Е. Ю. Илалтдинова, С. И. Аксёнов. Нижний Новгород: Изд-во Волго-Вятской академии государственной службы, 2011. 384 с. ISBN 978-5-85152-931-3
- А. С. Макаренко: школа жизни, труда, воспитания. Учебная книга по истории, теории и практике воспитания Часть 6. Статьи, литературные рецензии, «Лекции о воспитании детей», «Честь», «Проблемы школьного советского воспитания», письма, рассказы, выступления 1937—1938 гг. / сост. и коммент. А. А. Фролов, Е. Ю. Илалтдинова, С. И. Аксёнов. Нижний Новгород: Изд-во Волго-Вятской академии государственной службы, 2013. 314 с.
- А. С. Макаренко: школа жизни, труда, воспитания. Учебная книга по истории, теории и практике воспитания Часть 7. Статьи о школе и художественной литературе, «Флаги на башнях», подготовительные материалы к «Путям поколения» и «Ньютоновым кольцам», рассказы, встречи с читателями, «Некоторые выводы из моего опыта», «О моём опыте», статьи, письма, дневниковые записи — 1938 г. / сост. и коммент. А. А. Фролов, Е. Ю. Илалтдинова, С. И. Аксёнов. Нижний Новгород: Изд-во Волго-Вятской академии государственной службы, 2014. 368 с. ISBN 978-5-85219-349-0.
- А. С. Макаренко: школа жизни, труда, воспитания. Учебная книга по истории, теории и практике воспитания Часть 8. Выступления и отзывы о художественной, детской литературе, доклады о воспитании и этике, киносценарии, материалы к «Книге для родителей», рассказы, письма, дневниковые записи. Дек. 1938 — март 1939 гг. / А. С. Макаренко, сост. и коммент. А. А. Фролов, Е. Ю. Илалтдинова, С. И. Аксёнов. — Н. Новгород: Мининский университет, 2015—358 с.
- А. С. Макаренко: школа жизни, труда, воспитания. Учебная книга по истории, теории и практике воспитания Часть 9. Дополнения к 1-8 частям: различные авторские и документальные материалы, относящиеся к советскому и дореволюционному (1917 г.) периодам жизни и деятельности А. С. Макаренко. / сост. и коммент. А. А. Фролов, Е. Ю. Илалтдинова, С. И. Аксёнов. — Н. Новгород: Мининский университет, 2017. — 402 с.

### Учебники и учебные пособия
- Педагогика : учеб. пос. для студ. высш. учеб. заведений пед. спец. и направлений / [Аксенов С. И. и др.] ; под ред. Л. В. Загрековой, В. В. Николиной ; Минобрнауки РФ, ФГБОУ ВПО "Нижегородский гос. пед. ун-т им. Козьмы Минина". - [2-е изд., перераб. и доп.]. - Нижний Новгород : НГПУ им. К. Минина, 2014. - 291 с.; ISBN 978-5-85219-340-7.

### Диссертация
- Аксёнов С. И. «Становление и развитие взглядов А. С. Макаренко на воспитание в противоречиях социально-педагогической действительности 1920—1935 гг.» — диссертация по специальности 13.00.01 «Общая педагогика, история педагогики и образования». Мининский университет, Нижний Новгород, 2011 г. Автореферат дисс.

### Сравнительное макаренковедение (совр. зарубеж. опыт)
- Фролов А. А. , Илалтдинова Е. Ю., Аксёнов С. И. Исхак Адизес и Антон Макаренко: развитие — основа организации // «Социальная педагогика», 2015 г. № 5-6.

### Избранные статьи и брошюры
- Аксёнов С. И. Педагогизация детско-взрослого производства в опыте А. С. Макаренко // Народное образование. 2012. № 7 (1420). С. 255—258.
- Школьный мини-технопарк в опыте А.С. Макаренко / С.И. Аксёнов, А.М. Кушнир // Народное образование. 2012. № 2 (1415). С. 73-81.
- Джон Дьюи и Антон Макаренко: две вершины социальной педагогики XX века/ А.А. Фролов, С.И. Аксенов // Народное образование. 2013. № 6 (1429). С. 89-97.
- Единство воспитания, социализации и развития личности в педагогике А.С. Макаренко / А.А. Фролов, С.И. Аксенов // Педагогика. 2014. № 9. С. 87-92.
- Быстрицкая Е. В., Николина В. В., Аксёнов С. И., Арифулина Р. У. Барьеры социо-культурного взаимодействия в полиэтнической среде // Современные проблемы науки и образования. 2013. № 6. С. 388.
- Быстрицкая Е. В., Аксёнов С. И., Арифулина Р. У., Белова Е. А., Занозин Д. А., Киселёва Е. А. Оптимизирующая молодёжная среда: технология создания // Учебно-методическое пособие / Саарбрюккен: Lap Lambert Academic Pablishing, 2014. 228 с.
- Илалтдинова Е. Ю., Аксёнов С. И., Кувабара Кийоси. Современное зарубежное и отечественное макаренковедение // Вестник Мининского университета, 2014, № 3.
- Аксёнов С. И., Лебедева И. В., Хавролева М. В.  Инклюзивное добровольчество: к истории вопроса // Проблемы современного педагогического образования. 2017. № 57-9. С. 10-17.
- Слепенкова Е. А., Аксёнов С. И. Обучение классных руководителей интерактивным технологиям педагогического просвещения родителей // Проблемы современного педагогического образования. 2017. № 55-7. С. 95-101.
- Фролов А. А., Илалтдинова Е. Ю., Аксёнов С. И. Воспитание как социальное явление и как педагогическая деятельность: Преодоление разрыва (по наследию А. С. Макаренко) // Психолого-педагогический поиск. 2018. № 1 (45). С. 38-43.
- Илалтдинова Е. Ю., Аксёнов С. И. Труд в образовательном пространстве: направления педагогизации (освоение наследия А. С. Макаренко) // Психолого-педагогический поиск. 2018. № 2 (46). С. 81-90.
- Илалтдинова Е. Ю., Аксёнов С. И. Практика производственно-хозяйственного воспитания в советской педагогике и школе (на основе наследия А. С. Макаренко) // Отечественная и зарубежная педагогика. 2018. Т. 1. № 3 (50). С. 76-83.
- Илалтдинова Е. Ю., Аксёнов С. И. Проблемы разработки наследия А. С. Макаренко: Интерпретация или девальвация // в сб.: Источники исследования о педагогическом прошлом: интерпретация проблем и проблемы интерпретации. Сборник науч. трудов межд. науч.-практ. конф. 2019. С. 207—213.

### Видеозаписи избранных выступлений
- Аксёнов С. И. Приветственное слово на открытии XVI Международных Макаренковских чтений и конкурса в г. Москве, 8 марта 2021 г. (3:13)
- Аксёнов С. И. Новое издание А. С. Макаренко. Школа жизни, труда, воспитания в 9 томах: ресурс развития… // XVI Межд. Макаренковские чтения и конкурс, Москва, 8 марта 2021 г. (13:29)

## Награды и признание
В 2010 и 2014 гг. награждён почётными грамотами Министерства образования Нижегородской области за научные достижения.
В 2017 г. в составе научной группы, подготовившей энциклопедическое издание «А. С. Макаренко. Школа жизни, труда и воспитания» в 9-ми томах, удостоен Премии Правительства РФ в области образования.
В ноябре 2020 года «За значимый вклад в макаренковедение» С. И. Аксёнов вместе с другими исследователями — А. А. Абариновым (Украина), Dr. Brian F. Kunz (США), награждён Медалью Макаренко (Российская Федерация).